# Pedagogia crítica
A Pedagogia crítica é uma filosofia educacional descrita por Henry Giroux como um "movimento educacional, guiado por paixão e princípio, para ajudar estudantes a desenvolverem consciência de liberdade, reconhecer tendências autoritárias, e conectar o conhecimento ao poder e à habilidade de tomar atitudes construtivas."
Baseado na teoria marxista, a pedagogia crítica é ligada à democracia radical, o anarquismo, o feminismo, e outros movimentos que lutam pelo que descrevem como justiça social.
O pedagogista crítico Ira Shor, define pedagogia crítica como:
"Hábitos de pensamento, leitura, escrita e fala que vão além do significado superficial, primeiras impressões, mitos dominantes, pronunciamentos oficiais, clichês tradicionais, sabedoria recebida e meras opiniões, para entender o significado profundo, causas radicais, contexto social, ideologia e consequências pessoais de qualquer ação, evento, objeto, processo, organizações, experiência, texto, assunto subjetivo, política, mídia de massa ou discurso." ("Empowering Education", 129)
A Pedagogia Crítica inclui relações entre ensinar e aprender. Seus defensores afirmam que é um processo contínuo do que eles chamam de "desaprender, aprender, reaprender, refletir, avaliar", e do impacto que essas ações têm sobre os próprios alunos."[...] a pedagogia crítica não constitui um conjunto homogêneo de ideias. É mais correto dizer que os teóricos críticos estão unidos em seus objetivos: fortalecer aqueles sem poder e transformar desigualdades e injustiças sociais existentes." (MCLAREN, 1997, p. 192)
Tal vertente da pedagogia tem por finalidade a formação de um indivíduo autoconsciente e ativo na sociedade que o rodeia, a fim de transformá-la. Para isso o aluno precisa adquirir, conhecimentos teóricos vinculados ao contexto em que esta inserido e consciência do contrato social que faz parte.

## História
A pedagogia crítica foi fortemente influenciada pelos trabalhos de Paulo Freire, um dos mais aclamados educadores críticos. De acordo com seus textos, Paulo defende a habilidade dos estudantes de pensar criticamente sobre sua situação educacional; esta forma de pensar os permite "reconhecer conexões entre seus problemas individuais, experiências e o contexto social em que eles estão imersos." Perceber sua consciência ("conscientização") é um primeiro passo requerido da "Práxis," que é definida como o poder e a habilidade de tomar atitude contra a opressão ao mesmo tempo em que se enfatiza a importância da educação libertadora. "A práxis envolve o engajamento em um ciclo de teoria, aplicação, avaliação, reflexão, e de volta à teoria. Transformação social é o produto da práxis em nível coletivo."
Outro representante brasileiro da pedagogia crítica é o professor, filósofo e pedagogo Dermeval Saviani, "idealizador da teoria pedagógica por ele denominada Pedagogia Histórico-Crítica" (considerada de elaboração coletiva). "Em sua teoria, em contraponto ao modelo conteudista de ensino, defende o acesso ao conhecimento sistematizado e sua compreensão por parte do estudante como instrumento de reflexão e transformação da sociedade." No livro Escola e Democracia, de 1983, essencial para pedagogos e educadores, Saviani categoriza teorias pedagógicas em 'não-críticas' e 'crítico-reprodutivistas', conforme respectivos entendimentos de marginalidade, e depois traz uma sistematização de ideias (originalmente de um artigo de 1982) para uma pedagogia crítica (não-reprodutivista). Após uma dificuldade em nomear sua concepção pedagógica, e considerando-a uma elaboração coletiva, lança o livro Pedagogia Histórico-Crítica: primeiras aproximações em 1991. Duas obras que se tornariam referências para educadores marxistas nos anos que seguiram. A PHC se adensou na última década, superando reducionismos, sendo celebrada regularmente com congressos científicos. Em 2019, Saviani lança o livro Pedagogia histórico-crítica, quadragésimo ano: novas aproximações, resultantes de 20 conferências proferidas pelo autor entre 2005 e 2019.
As idéias de Antonio Gramsci, político e pensador marxista italiano, também tiveram influência no desenvolvimento no conceito. Suas idéias passaram a ser discutidas no Brasil a partir da década de 1970, várias décadas depois de terem sido escritas (entre 1929 e 1937) e publicadas (no segundo pós-guerra).[carece de fontes?]
A força do pensamento gramsciano na academia brasileira pode ser medida por sua influência nas teses e dissertações nas áreas de educação, história, ciência política e serviço social. Mas, hoje, Gramsci é um dos autores italianos mais citados e influentes não só no Brasil, como também em todo o mundo. Todo um filão de estudos sobre os "subalternos" floresce no mundo anglo-saxão. Naturalmente, são díspares os resultados obtidos, e uma parte desta disparidade reside na própria complexidade dos Cadernos do cárcere.[carece de fontes?]
Mesmo que se consiga rastrear a origem de conceitos como “filosofia da práxis”, “revolução passiva”, “reforma ético-política”, “bloco histórico” e hegemonia, na obra de Gramsci tais conceitos adquirem significados diferentes dos originais. Em conseqüência, a interpretação do pensamento gramsciano demanda cuidados adicionais na decodificação do seu universo semântico. Entre os estudiosos, acredita-se que a edição crítica de 1975 é a melhor fonte para a compreensão do pensamento do Autor.[carece de fontes?]
Considera-se que o pensamento gramsciano associa intensamente conhecimento histórico, práxis política, luta cultural e processo de formação. Gramsci é formalmente contra qualquer interpretação do homem fundamentada no naturalismo ou no positivismo. Entende o homem como produto histórico e não natural; como produto de específicas relações sociais e, ao mesmo tempo, como indivíduo dotado de singularidade insuprimível.[carece de fontes?]
Considerando que o homem é sujeito de sua história, Gramsci propõe a difusão da cultura humanista e filosófica no âmbito da classe operária e dos "subalternos" de um modo geral; a formação do hábito de pesquisa, método e disciplina nos estudos; e a valorização da vontade moral.[carece de fontes?]